# Mines de Rammelsberg
Les mines de Rammelsberg formen part del patrimoni de la Humanitat per la UNESCO, situat a prop de la localitat alemanya de Goslar, on hi ha una continuïtat en l'extracció de minerals en un període de més de 1.000 anys. Rammelsberg és una muntanya amb un cim que està a 636 metres sobre el nivell del mar.

## Història

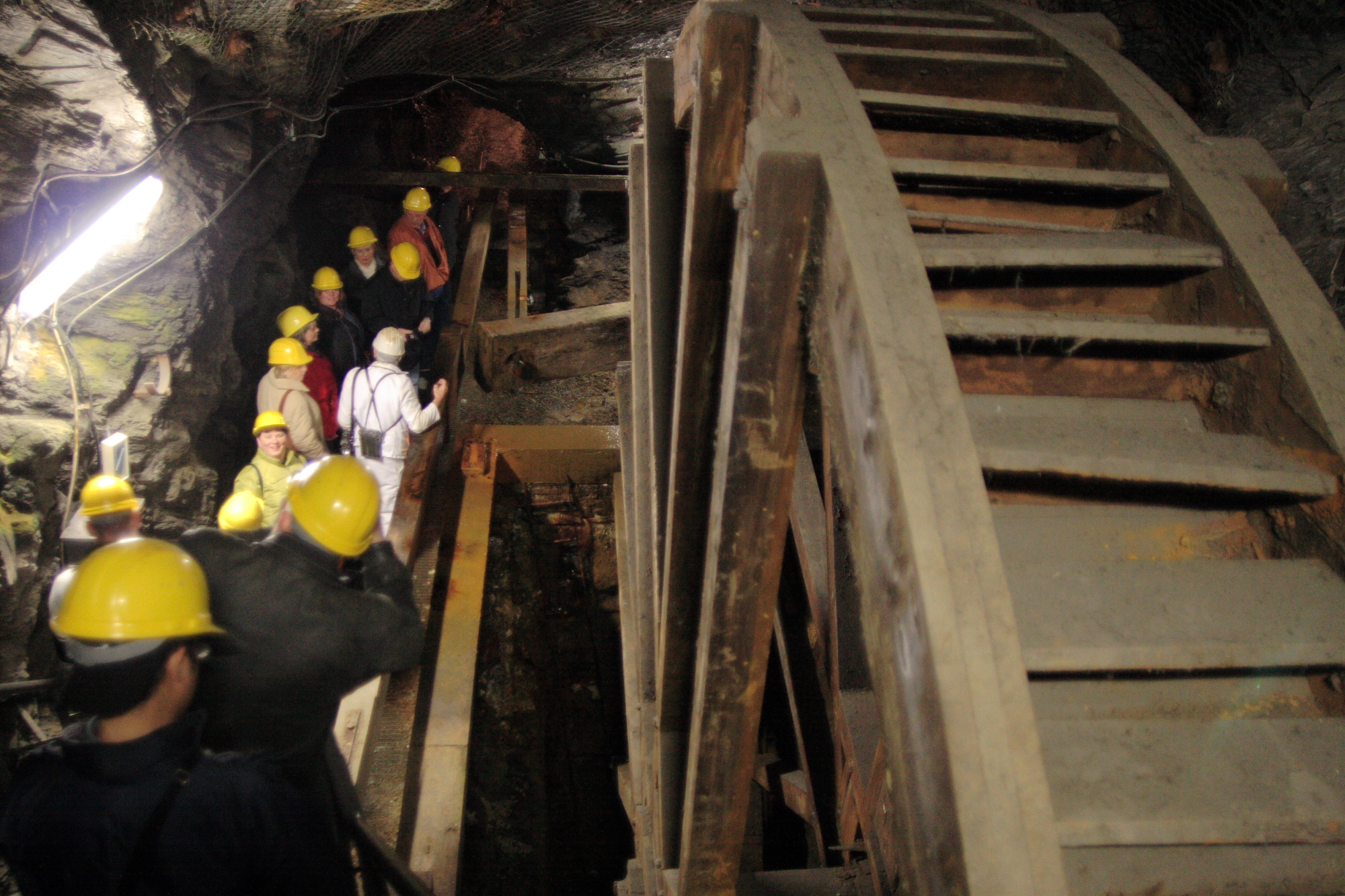
Molí d'aigua subterrània

La història minera de Rammelsberg ocorre com un procés continu en diferents fases. Inicialment el producte principal fou el mineral de plata, després el coure i, finalment, el plom. L'esgotament de les mines fou a la dècada del 1980 i es van tancar el 1988. El mineral contenia una mitjana de 14% de zinc, 6% de plom, 2% de coure, 1 g/t d'or i 140 g/t de plata.
En 938, es descobreix una mina rica d'argent al Rammelsberg que mantindria els fons per a les activitats de l'emparador Otó durant el seu regnat, i molt de l'argent, coure, i plom d'Europa els següents dos-cents propers anys. S'esmenta per primera vegada a la Res gestae saxonicae per part del cronista saxó Widukind de Corvey cap a l'any 968. Recents descobriments arqueològics en el lloc de la Duna (prop d'Osterode) suggereixen que, de fet, la mineria ja havia començat 2.000 anys abans. En capes d'assentaments antics datats al segle iii o IV aC, situades a uns 30 km al sud de Rammelsberg, es troben equips preindustrials de fosa on encara hi havia mineral, que podria ser clarament identificat com a mineral de Rammelsberg.
Atret per la presència de la plata, l'emperador Enric II ja des de l'any 1005 tenia un Kaiserpfalz (palau imperial) construït al vessant sud de Rammelsberg; les mines continuen sent patrimoni imperial i posteriorment es van cedir a la ciutat imperial de Goslar. El 1552 els drets miners finalment va passar a Enric V de Brunsvic-Lüneburg. En tota la història de la mina de Rammelsberg s'han extret de la muntanya prop de 27 milions de tones de mineral.
En aquestes mines han estat descrites gairebé un centenar de minerals diferents, i s'hi han descobert dues espècies, totes dues de la classe dels sulfats: la römerita i la goslarita.

## Museu
Després del tancament de les mines per part de l'empresa Preussag es va crear un museu per preservar el patrimoni i per mostrar la història de les mines i de l'equipament industrial. El museu és un punt de la Ruta Europea del Patrimoni Industrial.